# Adolf Lindenbaum
Adolf Lindenbaum, född 12 juni 1904, död augusti 1941, var en polsk-judisk logiker och matematiker som är mest känd för Lindenbaums lemma och Lindenbaum–Tarski algebra.

## Biografi
Adolf Lindenbaum var född och uppvuxen i Warszawa. Han tog en Ph.D. 1928 under Wacław Sierpiński och habiliterades vid universitetet i Warszawa 1934. Han publicerade arbeten om matematisk logik, mängdlära, kardinal- och ordinalaritmetik, valets axiom, kontinuumhypotesen, funktionsteori, måttteori, punktuppsättningstopologi, geometri och verklig analys. Han tjänstgjorde som biträdande professor vid universitetet i Warszawa från 1935 till krigsutbrottet i september 1939. Han var Alfred Tarskis närmaste medarbetare under mellankrigstiden. 
I slutet av oktober eller början av november 1935 gifte han sig med Janina Hosiasson, en medlogiker vid skolan i Lwow-Warszawa. Han och hans fru var anhängare av logisk empiri, deltog i och bidrog till vetenskapens internationella enhetsrörelse och var medlemmar av den ursprungliga Wienkretsen. Någon gång före mitten av augusti 1941 sköts han och hans syster Stefanja till döds i Naujoji Vilnia (Nowa Wilejka), 7 km öster om Vilnius, av de tyska ockupationsstyrkorna eller litauiska kollaboratörer.